# Dejan Dražić
Dejan Dražić (en serbio: Дејан Дражић; Sombor, 26 de septiembre de 1995) es un futbolista serbio que juega en la demarcación de extremo para el F. C. Goa.

## Trayectoria

### OFK Beograd
Se formó en clubes como el FK Teleoptik y el FK Partizan, hasta que en 2013, con 18 años de edad, fichó por el OFK Belgrado, haciendo su debut el 21 de septiembre de 2013 tras sustituir a Aleksandar Čavrić en un partido contra el FK Partizan que acabó en derrota por 0-2. Su primer gol con el club lo anotó el 19 de octubre, marcando en un partido que perdió por 2-3 contra el FK Radnički 1923. El 9 de noviembre de 2013, Dražić marcó un doblete en un partido que acabó con un resultado a favor de 3-2 contra el FK Jagodina. Terminó su primera temporada como profesional con cuatro goles en liga y 23 partidos disputados.

### Celta de Vigo
El 7 de agosto de 2015, Dražić firmó un contrato por cinco años con el Celta de Vigo. El 14 de agosto debuta con el Celta de Vigo en el trofeo Quinocho quedando 20 minutos para el final. Su primer partido oficial con el club lo jugó 26 de septiembre de 2015 en un partido de la Primera División de España contra la Sociedad Deportiva Eibar al sustituir en el minuto 75 a Theo Bongonda. En julio de 2017 se decidió, de mutuo acuerdo, entre el Celta y el jugador, que tenga ficha con el filial, y que cuando no juegue con el primer equipo lo haga en el filial.

### Real Valladolid
El 30 de agosto de 2016 se anunció que Dražić se marchó en calidad de cedido al Real Valladolid de la Segunda División de España durante un año.

### Slovan de Bratislava
El 16 de junio de 2018 se anunció el traspaso de Dražić al Slovan de Bratislava firmando un contrato para las próximas 4 temporadas.

## Selección nacional
Dražić jugó tanto para la selección de fútbol sub-19 de Serbia como para la selección de fútbol sub-20 de Serbia. Además llegó a disputar el Campeonato Europeo de la UEFA Sub-19 2014 —donde jugó tres partidos—.

## Clubes
| Club                           | País                | Año                 | Partidos | Goles |
| ------------------------------ | ------------------- | ------------------- | -------- | ----- |
| OFK Belgrado                   | Serbia              | 2013-2015           | 54       | 9     |
| R. C. Celta de Vigo            | España              | 2015-2018           | 10       | 1     |
| Real Valladolid C. F. (cedido) | España              | 2016-2017           | 15       | 2     |
| R. C. Celta de Vigo "B"        | España              | 2017-2018           | 40       | 9     |
| Š. K. Slovan Bratislava        | Eslovaquia          | 2018-               | 89       | 18    |
| Zagłębie Lubin (cedido)        | Polonia             | 2020-2021           | 34       | 5     |
| Budapest Honvéd F. C. (cedido) | Hungría             | 2022                | 12       | 0     |
| Bodrumspor                     | Turquía             | 2022-2023           | 4        | 0     |
| F. K. Radnik Surdulica         | Serbia              | 2023                | 17       | 0     |
| Ethnikos Achna                 | Chipre              | 2023-2024           | 39       | 6     |
| F. C. Goa                      | India               | 2024-               |          |       |
| Total en su carrera            | Total en su carrera | Total en su carrera | 303      | 50    |

(Incluye partidos de 1.ª Serbia, 1.ª, 2.ª, 2.ªB, Copa del Rey y promoción de ascenso a 2.ª)

## Palmarés

### Títulos nacionales
| Título                  | Club                    | País       | Año  |
| ----------------------- | ----------------------- | ---------- | ---- |
| Superliga de Eslovaquia | Š. K. Slovan Bratislava | Eslovaquia | 2019 |